# Schicht (Modelleisenbahnhersteller)

Wagenverpackung von Schicht

Das Unternehmen G. Schicht war ein Spielwarenhersteller aus Dresden, welches seit 1947 ausschließlich Modelleisenbahnwagen der Spuren H0 und N produzierte und 1958 zum VEB Modellbahnwagen Dresden wurde. Nach 1972 wurde der VEB Modellbahnwagen Dresden vollständig in den VEB Modellbahn Oybin integriert.

## Geschichte

### Gründung durch Gerhard Schicht
Das Unternehmen wurde 1947 in Dresden von Gerhard Schicht gegründet und begann mit der Produktion von einfachen Eisenbahnwagen und Lokomotiven aus Blech, die schon einige Zeit später aus Bakelit gefertigt wurden. Anfang der 1950er Jahre wurde die Produktion auf Thermoplaste umgestellt, was dazu führte, dass man Unternehmen finden musste, die das Lackieren und Bedrucken der Eisenbahnwagen übernahmen und solche, die bestimmte Kunststoffteile lieferten. Diese Aufgaben übernahm das Unternehmen „Stärz & Co“ aus Oybin (die spätere VEB Modellbahn Oybin), welches unter der Leitung von Gustav Kiesewetter stand.
Im Zuge der Verstaatlichungen von Privatunternehmen in der DDR wurde das Unternehmen 1958 zum  Volkseigenen Betrieb (VEB) und in „VEB Modellbahnwagen Dresden“ umbenannt. Die Produktion wurde nun auf Eisenbahnwagen beschränkt und schon einige Zeit später wurden nur noch Personenwagen und Güterwagen hergestellt. Nach der Insolvenz der W. Ehlcke KG aus Dresden übernahm Schicht 1970 die Maschinen und produzierte verschiedene Ehlcke-Modelle weiter.

### Übernahme der Werner Ehlcke KG
Im Januar 1949 gründete Werner Ehlcke in Dresden mit einem Darlehen von 10.000 Mark die „Modelleisenbahnbau Werner Ehlcke KG“. Anfangs baute Ehlcke noch in seiner Wohnung Profilschienen der Spur 00 aus Zinn und Messing und auch einige Modellwagen, die er auch selber vermarktete.
Um weiter auf den Modelleisenbahnmarkt bestehen zu können, begann Ehlcke mit der Konstruktion, dem Vertrieb und Bau von Modelleisenbahn-Bausätzen von verschiedenen offenen und geschlossenen zweiachsigen Güterwagen, zwei- und vierachsigen Kesselwagen und zweiachsigen Gaskesselwagen. Diese Modelle wurden dann unter dem Namen „W. Ehlcke – Herstellung und Vertrieb von technischen Lehrmodellen“ vermarktet. Der Betrieb produzierte seitdem in der Bärensteiner Straße in Dresden. Ehlcke produzierte nicht alle Bauteile für seine Modelle selbst, sondern bezog auch Teile über die Firmen „ Elektro Mechanische Werkstätten L. Herr“ und „Böttcher“, mit denen er auch sonst eng zusammenarbeitete. Auf der Leipziger Frühjahrsmesse 1950 präsentierte Ehlcke einen Modellbausatz einer 2C1-Lokomotive der DR-Baureihe 03, die aus Messing- sowie Gussteilen bestand. Die Messingteile stellte Ehlcke selber her, die Gussteile bezog er von der Firma „Herr“ aus Berlin. Dieses Modell wurde von ihm aber nicht in Serie gebaut. Zusammen mit der Firma Petrich entwickelte Ehlcke einen Allstrommotor, 20 Volt Wechsel- oder 16 Volt Gleichstrom, der so konstruiert war, dass er in die Fahrerkabine einer Lokomotive der Nenngröße H0 montiert werden konnte. Dieser „Ehlcke-Motor“, zunächst für die BR 03 konzipiert, wurde von mehreren Unternehmen („Rehse“, „Herr“ und „Gützold“) auch für ihre Modelle verwendet.
Aufgrund von Materialmangel (Zinn und Messing) musste der Betrieb neue Materialien zur Produktion finden. Versuche zur Herstellung von Teilen aus Zinn-Kupfer scheiterten und auf der Suche nach anderen Optionen fand man die Lösung durch bedruckten und beschichteten Karton. So wurden beispielsweise die Wagenaufbauten aus Karton gefertigt und auf die Wagenrahmen geklebt. Die Kunststoffextrusionstechnik eröffnet dem Betrieb neue Möglichkeiten und alle Modelle wurden nun aus Kunststoff hergestellt. Als Ende der 1960er Jahre dem Betrieb die Räumlichkeiten gekündigt wurden, musste der Betrieb in die Borthener Straße umziehen. Aufgrund von Umsatzrückgängen, der ungünstigen Lage des Betriebs, Mangel besonders an qualifizierten Arbeitskräften, dem fortgeschrittenen Alter von Herrn Ehlcke (60 Jahre) sowie den Finanzierungsschwierigkeiten für Neuentwicklungen musste der Betrieb 1969 Insolvenz anmelden. 1970 wurde die Insolvenzmasse vom Staat übernommen. Die Produktionsmaschinen gingen zum VEB Modellbahnwagen Dresden (Schicht) und die Patente gelangten zu Piko. Die ehemaligen Ehlcke-Modelle wurden seitdem in Lizenz vom VEB Modellbahnwagen Dresden produziert. Im Zuge der Reprivatisierung gingen die Modellpatente und einige Maschinen später an Sachsenmodelle.

### Übernahme durch VEB Modellbahn Oybin und Prefo

Modelleisenbahnwaggon unter dem Label Prefo

1941 übernahm Gustav Kiesewetter das Unternehmen „Stärz & Co.“ und konzentrierte sich auf die Produktion von Kunststoffteilen für die Modelleisenbahnbranche. Im Zuge der Verstaatlichungen von Privatunternehmen in der DDR wurde das Unternehmen 1956 zum „VEB Modellbahn Oybin“. Die meisten Modellbauwagen vom VEB Modellbahn Oybin waren ursprünglich Modelle von Schicht und Ehlcke.
1972 wurde der VEB Modellbahnwagen Dresden (Schicht) vollständig in den VEB Modellbahn Oybin integriert, was zum endgültigen Ende des ehemaligen Unternehmens G. Schicht führte. Modellbahn Oybin war zu diesem Zeitpunkt einer der größten Zulieferer für Modelleisenbahnteile und direkt dem VEB Prefo Dresden untergeordnet. Prefo war zu diesem Zeitpunkt der Erzeugnisgruppenleitbetrieb des Modell- und Plastspielwarenkombinat Annaberg-Buchholz.
1981 wurde Prefo und alle ihm angeschlossenen Produktionsstandorte dem VEB Kombinat Spielwaren Sonneberg zugeordnet. Der  VEB Piko Sonneberg wurde zum Erzeugnisgruppenleitbetrieb für Modelleisenbahnen und Modellbahn Oybin zum Produktionsstandort „Prefo Dresden Werk II Modellbahn Oybin“. Der größte Teil der DDR-Modellbahnproduktion wurde seitdem unter dem Handelsnamen „Piko“ vertrieben und nicht mehr unter den Namen der einzelnen Hersteller.

### Reprivatisierung als Sachsenmodelle und Übernahme durch Tillig
1990 wurde aus dem „VEB Modellbahn Oybin“ das Unternehmen „Sachsenmodelle GmbH Kiesewetter & Co“. Die österreichische Roco Modelleisenbahn GmbH übernahm den Vertrieb der Sachsenmodelle-Artikel und in den folgenden Jahren gab es eine intensive Zusammenarbeit zwischen beiden Unternehmen. So wurden unter anderem von Sachsenmodelle viele Roco-Eisenbahn-Modellwagen in Sonderausführungen produziert. Das Unternehmen Sachsenmodelle musste 1999 Insolvenz anmelden und das Sortiment sowie die Vertriebsrechte wurden 2001 von Tillig aus der Insolvenzmasse aufgekauft. Der Standort in Zittau wurde geschlossen.

## Produkte
Das Sortiment umfasste zahlreiche Modelle, die nach Vorbildern von Eisenbahnwagen der Deutschen Reichsbahn und der Deutschen Bundesbahn hergestellt wurden. Diese wurden teilweise auch mit den Aufschriften der Polnischen und der Tschechischen Bahngesellschaften angeboten.
Güterwagen
Das Güterwagenprogramm umfasste unter anderem Blechmodelle: Plattformwagen, Schotterwagen, Kranwagen, Kippwagen, offene Güterwagen. Und später Kunststoffmodelle: Kalkkübelwagen, Weinfasswagen, Drehschemelwagen, Gaskesselwagen und Kesselwagen. Wobei die meisten Güterwagenmodelle aus der Übernahme der Ehlcke-Produktion stammten.
Personenwagen
Doppelstockwagen, Schnellzug-Wagen, Durchgangszug-Wagen, Durchgangszug-Oberlicht-Wagen, Bahnpostwagen, Gepäckwagen, Personenwagen Bauart Langenschwalbacher, Speisewagen (Mitropa) und Schlafwagen.
Schnellzuglokomotive
Das einzige produzierte Triebfahrzeug von Schicht war die Lokomotive der Baureihe 03. Die erste Version dieser Lokomotive bestand aus Blech mit einigen Zinkgussteilen und war mit einem integrierten Motor und mit Getriebezahnrädern ausgerüstet. Die zweite Version der BR 03 wurde aus Thermoplast (Kessel, Tendergehäuse) und Bakelit (Rahmen, Räder) hergestellt und verfügte anfangs über den „Ehlcke-Motor“ mit Selenzelle oder Wechselstromumschalter und einem Schneckenantrieb. Selenzelle oder Umschalter befanden sich im Schlepptender. Es gab 2- und 3-Leiter-Versionen. Später wurde der Paketmotor durch einen elektrisch moderneren Motor mit Permanentmagneten von Piko ersetzt, die Selenzellen konnten entfallen. Der Motor ragte allerdings über das Führerhaus hinaus, so dass das Modell nicht mehr so elegant wie mit dem ursprünglichen Motor aussah. Gegen Ende der Produktionszeit wurde es noch mit einer detaillierteren Heusinger-Steuerung aus Aluminium ausgestattet.
Starterpaket
Das erste Paket bestand aus Blech-Modellen, die zweite Serie aus Thermoplast-Modellen. Sie beinhalteten eine Lokomotive mit Tender, Baureihe 03; zwei D-Zug-Wagen C4ü, vierachsig, grün;
ein Speisewagen-Mitropa, rot, vierachsig und ein D-Zug-Postwagen, grün, vierachsig sowie ein
Gleissystem nach dem 3-Leiter-Wechselstromsystem (20 Volt) mit Handumschaltung.